# Jill MacLean
Jill MacLean (n. 1941 en Inglaterra), es una escritora canadiense que además ha escrito con los seudónimos de Sandra Field, Jan MacLean y Jocelyn Haley más de 70 novelas románticas par Harlequin Enterprises Ltd desde 1974.

## Biografía
Jill MacLean nació en 1941 Inglaterra, aunque su familia se trasladó a Canadá en 1950. Se graduó en Ciencias y ha trabajado en el enranciamiento de los filetes de bacalao inducido por metales en el Consejo de Investigación Pesquera. 
Se casó con un capellán para las fuerzas armadas y se mudaron tres veces en los primeros 18 meses. Tuvo tres hijos y, hasta que todos fueron a la escuela, no consideró trabajar.
Cuando ella comenzó a escribir, decidió utilizar seudónimos para evitar que su congregación supiera que la esposa del capellán escribía novelas románticas.

### Como Sandra Field

#### Novelas
- To Trust My Love (1974)
- Scent of Apples (1975)
- Winds of Winter (1980)
- Storms of Spring (1981)
- Sight of a Stranger (1981)
- Walk by My Side (1982)
- Attraction of Opposites (1983)
- A Mistake in Identity (1983)
- The Tides of Summer (1983)
- Mackenzie Country (1983)
- Change of Heart (1984)
- Out of Wedlock (1985)
- World of Difference (1985)
- One in a Million (1986)
- Ideal Match (1986)
- Single Combat (1987)
- Love in a Mist (1988)
- Chase a Rainbow (1988)
- The Right Man (1988)
- Goodbye Forever (1989)
- Ring of Gold (1989)
- The Land of Maybe (1990)
- Love at First Sight (1990)
- Happy Ending (1991)
- Safety in Numbers (1991)
- Taken by Storm (1992)
- One-Night Stand (1992)
- Travelling Light (1993)
- The Dating Game (1994)
- Wildfire (1994)
- The Sun at Midnight (1994)
- Untouched (1995)
- Honeymoon for Three (1996)
- Seducing Nell (1997)
- Up Close and Personal! (1997)
- Girl Trouble (1998)
- Remarried in Haste (1998)
- The Mother of His Child (1999)
- Jared's Love-Child (1999)
- Contract Bridegroom (2000)
- Expecting His Baby (2001)
- The Mistress Deal (2001)
- Pregnancy of Convenience (2002)
- On the Tycoon's Terms (2002)
- Surrender to Marriage (2004)
- The English Aristocrat's Bride (2005)
- His One-Night Mistress (2005)
- The Millionaire's Pregnant Wife (2006)
- The Jet-Set Seduction (2006)

#### Serie Significant Others
1. Beyond Reach (1995)
2. Second Honeymoon (1995)
3. After Hours (1996)

#### Serie Millionaire Marriages
1. The Millionaire's Marriage Demand (2003)
2. The Tycoon's Virgin Bride (2003)

#### Serie Wed Again
- Remarried in Haste (1998)

#### Serie Multi-autor Man Talk
- Girl Trouble (1998)

#### Serie Multi-autor Wedlocked!
- Jared's Love-Child (1999)

#### Serie Multi-autor Expecting!
- Expecting His Baby (2001)
- Pregnancy of Convenience (2002)

#### Serie Multi-autor For Love or Money
- His One-Night Mistress (2005)

#### Ómnibus en Colaboración
- Blind to Love (1997) (con Catherine George)
- Bodyguards (1997) (con Elizabeth Oldfield)
- Boardroom Baby (2003) (con Emma Darcy y Kim Lawrence)
- Pregnant Brides (2004) (con Emma Darcy y Carol Marinelli)
- Hot Summer Loving (2004) (con Jacqueline Baird y Miranda Lee)
- His Virgin Lover (2006) (con Sara Craven y Susan Napier)
- The Tycoon's Virgin (2007) (con Daphne Clair y Cathy Williams)
- Married to a Millionaire (2007) (con Margaret Mayo y Lee Wilkinson)

### Como Jan MacLean

#### Novelas
- To Begin Again (1978)
- Bitter Homecoming (1978)
- Early Summer (1979)
- White Fire (1979)
- Island Loving (1980)
- All Our Tomorrows (1982)

#### Ómnibus en Colaboración
- The Enchanted Woods / To Begin Again / Handful of Stardust (1986) (con Katrina Britt y Yvonne Whittal)

### Como Jocelyn Haley

#### Novelas
- Love Wild and Free (1981)
- Winds of Desire (1982)
- La Nymphe de Sioux Lake (1983)
- Romance D'Automne (1983)
- Serenade for a Lost Love (1983)
- Cry of the Falcon (1983)
- Shadows in the Sun (1984)
- Dream of Darkness (1985)
- Drive the Night Away (1988)
- A Time to Love (1989)